# Samuel Yeboah
Samuel Yeboah (Accra, 25 giugno 1986) è un ex calciatore ghanese, di ruolo attaccante.

## Carriera

### Club
Dopo aver vinto la classifica marcatori del campionato israeliano, nel 2008 l'Hapoel Tel Aviv ne acquista il cartellino per 700000 €. Per la medesima cifra nel 2010 si trasferisce al Genk, club della prima divisione belga.
In carriera ha giocato complessivamente 8 partite in Coppa UEFA/UEFA Europa League e 10 partite nei turni preliminari della medesima competizione.

### Nazionale
Tra il 2008 ed il 2009 ha giocato complessivamente 3 partite con la nazionale ghanese.

## Palmarès

### Club

#### Competizioni nazionali
- Campionato moldavo: 1

Sheriff Tiraspol: 2004-2005
- Supercoppa di Moldavia: 1

Sheriff Tiraspol: 2004

### Individuale
- Capocannoniere del campionato israeliano: 1

2007-2008 (15 gol)